# Anton Leichtfried
Anton Leichtfried (ur. 30 maja 1967 w Scheibbs) – austriacki duchowny rzymskokatolicki, biskup pomocniczy Sankt Pölten od 2007.

## Życiorys
Święcenia kapłańskie otrzymał 10 października 1991 z rąk arcybiskupa Degenhardta. Inkardynowany do diecezji St. Pölten, przez kilka lat pracował duszpastersko na terenie diecezji. Po uzyskaniu tytułu doktora teologii został ojcem duchownym roczników propedeutycznych austriackich seminariów, zaś w 2005 objął stanowisko rektora diecezjalnego seminarium.
21 listopada 2006 papież Benedykt XVI mianował go biskupem pomocniczym diecezji St. Pölten, ze stolicą tytularną Rufiniana. Sakry biskupiej udzielił mu bp Klaus Küng.